# Gelis pettitii
Gelis pettitii là một loài tò vò trong họ Ichneumonidae.